# Bistota horrida
Genre
Espèce
Bistota horrida, unique représentant du genre Bistota, est une espèce d'opilions laniatores de la famille des Podoctidae.

## Distribution
Cette espèce est endémique du Maharashtra en Inde. Elle se rencontre vers Bombay.

## Description
Le mâle syntype mesure 5 mm et la femelle syntype 6 mm.

## Publication originale
- Roewer, 1927 : « Weitere Weberknechte I. 1. Ergänzung der: "Weberknechte der Erde", 1923. » Abhandlungen des Naturwissenschaftlichen Vereins zu Bremen, vol. 26, p. 261–402.